# Hansjörg Jäkle
Hansjörg Jäkle (* 19. Oktober 1971 in Schonach im Schwarzwald) ist ein ehemaliger deutscher Skispringer.

## Werdegang
Jäkle begann seine Karriere als Nordischer Kombinierer und war dort bis 1990 im C-Kader der Nationalmannschaft. Wegen der Wiedervereinigung wurde er zu Gunsten jüngerer Athleten aus dem Kader gestrichen. Nach einem Jahr Pause stieg er als Spezialspringer 1992 in den Interkontinentalcup ein. Ein Sieg in Oberwiesenthal sicherte ihm die Aufnahme in den B-Kader der Spezialspringer. 1994 gelang ihm dann durch einen 6. Platz in Bischofshofen die Qualifikation für die Olympischen Spiele in Lillehammer, bei denen er zusammen mit Jens Weißflog, Dieter Thoma und Christof Duffner Team-Olympiasieger wurde.
Bei der Nordischen Skiweltmeisterschaft 1995 in Thunder Bay erreichte die deutsche Mannschaft mit Jäkle die Silbermedaille. Zwei Jahre später, bei der WM 1997 in Trondheim, gewann das deutsche Team mit Jäkle, Duffner, Thoma und Martin Schmitt Bronze. 1998 war schließlich das erfolgreichste Jahr in Jäkles Karriere: Team-Silber bei den  Olympischen Winterspielen in Nagano, Deutscher Meister von der Normalschanze, Deutscher Meister mit dem Team und ein zweiter Platz beim Vierschanzentourneespringen in Bischofshofen. Nach der Saison 2001/2002 beendete er seine aktive Karriere als Skispringer. Er startete insgesamt 165 Mal im Weltcup.
Im Jahre 1994 erhielt er zusammen mit Jens Weißflog und Dieter Thoma das Silberne Lorbeerblatt.
In den Olympiasaisons war er Oberfeldwebel in der Sportfördergruppe Todtnau der Bundeswehr am Feldberg (Todtnauer Hütte).

## Erfolge

### Weltcupsiege im Team
| Nr. | Datum         | Ort         | Typ         |
| --- | ------------- | ----------- | ----------- |
| 1.  | 25. März 1994 | Thunder Bay | Großschanze |
| 2.  | 18. März 2000 | Planica     | Flugschanze |

### Europacup-/Continental-Cup-Siege im Einzel
| Nr. | Datum             | Ort            | Typ           |
| --- | ----------------- | -------------- | ------------- |
| 1.  | 13. Dezember 1992 | Oberwiesenthal | Normalschanze |
| 2.  | 26. Dezember 1995 | St. Moritz     | Normalschanze |
| 3.  | 26. Januar 2002   | Lauscha        | Normalschanze |
| 4.  | 2. März 2002      | Schonach       | Normalschanze |

## Statistik

### Weltcup-Platzierungen
| Saison  | Platz | Punkte |
| ------- | ----- | ------ |
| 1993/94 | 30.   | 115    |
| 1994/95 | 17.   | 270    |
| 1995/96 | 64.   | 027    |
| 1996/97 | 23.   | 219    |
| 1997/98 | 14.   | 528    |
| 1998/99 | 24.   | 223    |
| 1999/00 | 21.   | 262    |
| 2000/01 | 50.   | 054    |
| 2001/02 | 88.   | 001    |

### Schanzenrekorde
| Ort            | Land        | Weite               | aufgestellt am  | Rekord bis      |
| -------------- | ----------- | ------------------- | --------------- | --------------- |
| Oberwiesenthal | Deutschland | 99,5 m (HS: 106 m)  | 1996            | 1996            |
| Oberstdorf     | Deutschland | 193,0 m (HS: 225 m) | 25. Januar 1998 | 25. Januar 1998 |

## Privates
Jäkle, der auch Jackson genannt wird, ist gelernter Kommunikationselektroniker. Er ist seit 2001 verheiratet und hat einen Sohn und eine Tochter. Neben dem Skispringen betrieb er lange Motocross mit einer Yamaha YZ 250. Im Oktober 2004 brach er sich jedoch bei einem Sturz beide Beine. Er erlitt schwere Trümmerbrüche und musste hart arbeiten, um wieder gehen zu können. Heute ist er Lehrer für Technik und Werken in seinem Heimatort Schonach und arbeitet als Nachwuchstrainer.
Jäkle ist mit Frau Martina verheiratet und die gemeinsame Tochter Anna ist ebenfalls als Skispringerin und Nordische Kombiniererin aktiv. Auch sein Sohn Jonas ist als Kombinierer im Alpencup aktiv.